# Panosza
Panosza (łac. domicellus, lm. domicelli; także dominicellus, lm. dominicelli, zdrobnienie od dominus "pan" będące zapewne bohemizmem) – w dawnej Polsce i w Czechach określenie pomocniczego rycerza, niepasowanego. Główszczyzna za zabójstwo panoszy według statutu małopolskiego wynosiła 15 grzywien, dwukrotnie mniej niż za zabicie włodyki i czterokrotnie mniej niż za rycerza. Odpowiednio niższa była nawiązka za zranienie. Panosze, jak wynika ze sformułowanie militi autem creato de Sculteto vel de Kmethone ("dla woja utworzonego z sołtysa lub kmiecia"), rekrutowali się z wieśniaków, zapewne z tytułu posiadanej ziemi. W miarę skupywania sołectw przez szlachtę, zwłaszcza po wydaniu statutu warckiego, warstwa panostwa zanikła.